# 溶岩湖

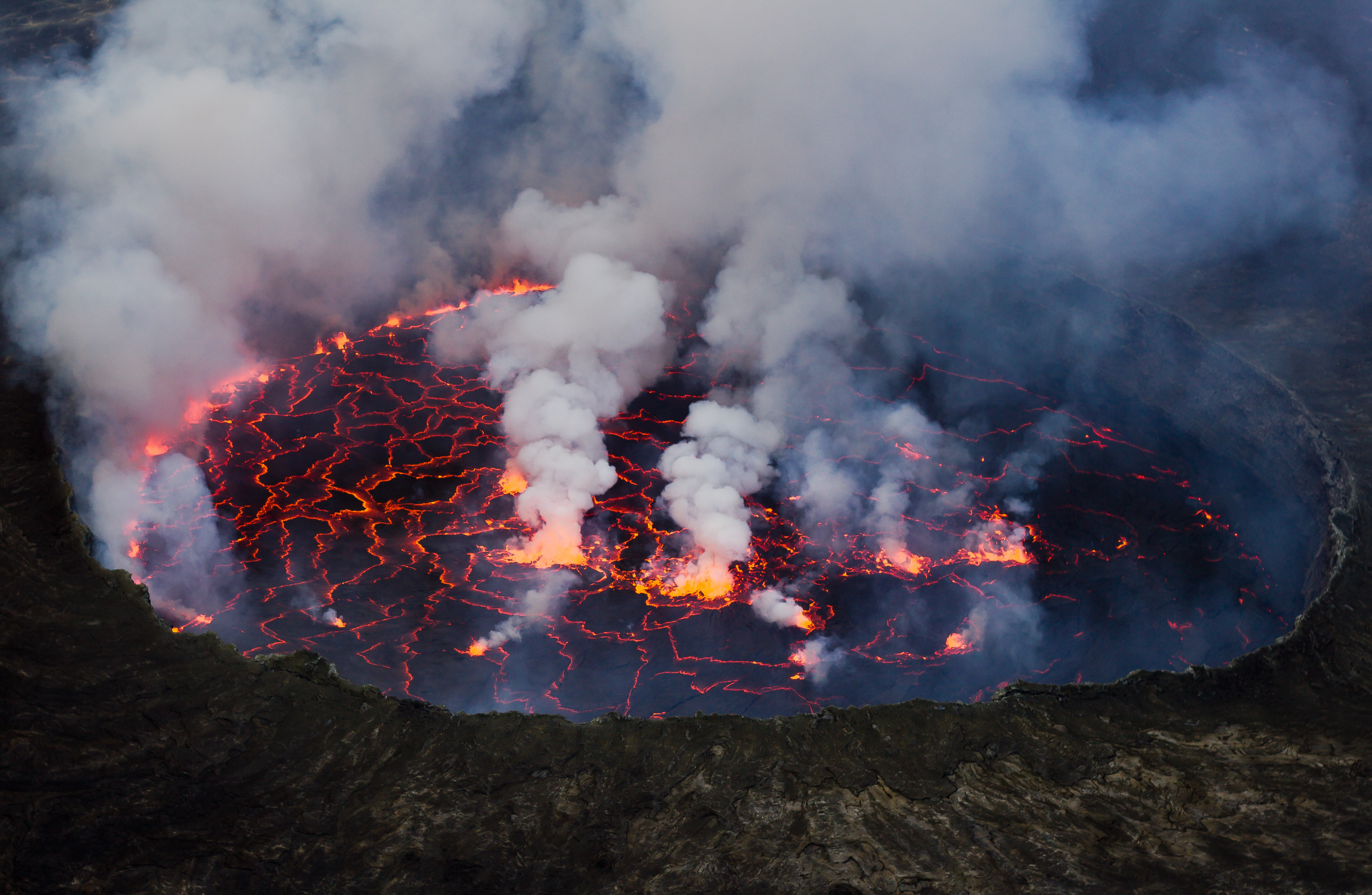
ニーラゴンゴ山の溶岩湖

溶岩湖（ようがんこ、英語：Lava Lake）は、大量の溶岩が火口の中に湖のようにたまっている火山地形である。主に玄武岩質であり、そのため溶岩湖の溶岩は粘性が低く、流動的である。時折凝固するが、このとき表面に岩石が生じる。溶岩湖という用語は、溶解した岩石が引火することや固い岩石が満たされていることを描写する際に使用される。最大の溶岩湖は、コンゴ民主共和国のニーラゴンゴ山にあり、最も激しく沸騰する溶岩湖はアンブリム島のベンボウ山にある。キラウエア火山で有名なハワイ島には２つ永続的な溶岩湖が存在する。一つは、ハレマウマウ火口の頂上のカルデラの中、もう一つは、プウ・オオ火口の途中東側の割れ目にある。

## 主な溶岩湖
- ニーラゴンゴ山（コンゴ民主共和国）
- エルタ・アレ（エチオピア）
- マルム山（バヌアツ共和国）
- ベンボウ山（バヌアツ共和国）
- ビジャリカ火山（チリ共和国）
- エレバス山（南極）